# Makray Katalin
Makray Katalin (Vasvár, 1945. április 5. –) olimpiai ezüstérmes magyar tornásznő, Schmitt Pál felesége.

## Pályája

### Sportolóként
Tízéves korában kezdett el sportolni, 1957-től lett a Postás SE igazolt tornásza. Utánpótlás korú versenyzőként tagja lett az ifjúsági válogatottnak. Első jegyzett felnőtt eredményét 1961-ben érte el, amikor a mesterfokú tornász országos bajnokságon első helyezett lett felemás korláton, valamint bronzérmes talajon és egyéni összetettben. A következő évben már a felnőtt válogatott tagjaként indulhatott a prágai világbajnokságon, ahol csapatban negyedik, felemás korláton hatodik helyen végzett. Az ob-n megvédte bajnoki címét. 1963-ban a Porto Alegre-i universiadén bajnok lett egyéni összetettben és csapatban. Az országos bajnokságon három szeren győzött (egyéni összetett, felemás korlát, talaj), gerendán pedig második lett. Edzői Kovács Lászlóné és Nagy Jenőné voltak. 1964-ben tagja lett a tokiói olimpián induló csapatnak. Itt második lett felemás korláton, 5. csapatban, 10. talajon, 16. gerendán, 18. egyéni összetettben és 51. lóugrásban. Az ob-n újra győztes lett felemás korláton. Ebben az évben megkapta az év magyar tornásza címet is.
A következő szezonban a budapesti universiadén győzelmet szerzett csapatban, és harmadik lett egyéni összetettben. Az ob-n újabb bajnokságot nyert felemás korláton, amit 1966-ban egy ezüstérem követett. 1968-ban újra olimpiai csapattag volt. Csapatban ötödik helyen zárt, felemás korláton 13., egyéni összetettben 26., lóugrásban 27., gerendán 29., talajon 33. lett. Sportolói pályafutását egy újabb felemás korláton szerzett magyar bajnoki arannyal zárta. A ’70-es években tűnt fel újra, a Magyar Televízió tv-torna műsorának volt állandó szereplője gyermekeivel.

### Sportvezetőként
1978-ban szerzett diplomát a Testnevelési Főiskolán. Edzőként a Postás SE-ben tevékenykedett. Az aerobik egyik hazai meghonosítója volt, 1983-ban az elsők között kezdte meg a sportág edzőképzését Magyarországon. 1991-ben részt vett a Magyar Aerobik Szövetség megalapításában, és elnökségének tagja lett. A 2002-es budapesti tornász-világbajnokságon a protokolligazgatói teendőket látta el.

### Közszereplőként
2003 júliusában alapító tagja volt a Fidesz – Magyar Polgári Szövetség sportszekciójának. 2006-ban résztvevője volt a Fidesz női kampányának, valamint a Fidesz női tagozata rendezvényeinek.

## Családja
Vasváron született, ahová Budapesten élő családja menekült a második világháború fővárosi harcai elől. Anyai nagyapja, Akay László tüzérségi tábornok volt 1945 előtt, ezért kitelepítették a Hortobágyra. Férjével, Schmitt Pállal 1962-ben ismerkedett meg a tatai edzőtáborban, majd négy év múlva kötöttek házasságot. Három gyermekük (Gréta, Petra, Alexa) és hat unokájuk (Gergő, Grácia, Vanda, Vendel, Vince, Flórián) született.

## Díjai, elismerései
- Az év magyar ifjúsági női sportolója választás második helyezettje (1962)[8]
- Az év magyar ifjúsági női sportolója (1963)[9]
- Az év magyar tornásza (1964)
- Vasvár díszpolgára (2011)
- Belváros-Lipótváros díszpolgára (2012)
- Csepel díszpolgára (2014)[10]
- Pro Urbe Budapest (2019)
- Polgári Magyarországért Díj (2021)[11]